# Coty (Amadeo)
Coty é uma obra de técnica mista, de pintura a óleo sobre tela e colagem de materiais (areia, vidro, papel, cola e espelho), do pintor modernista português Amadeo de Souza Cardoso (1887-1918) datada de 1917 e pertencente à Coleção Moderna do Museu Calouste Gulbenkian em Lisboa.
A obra representa o nu de mulher que recebe na sua sala de maquilhagem (boudoir) um amigo fumador; vêem-se perfumes, flores, ganchos, colares e espelhos, para além da referência à potencial metáfora da borboleta caída na teia da aranha, o que evoca, por sua vez, as escandalosas Olympia (1863) e Nana (1877) de Manet ou, ainda mais próxima do autor, Les demoiselles d'Avignon (1907) de Picasso (as três obras em Galeria).

## Descrição
Os elementos que compõem a obra fazem parte do reportório comum das obras de Amadeo criadas até então. Em Coty, Amadeo quase abandona os discos delaunayanos e o estêncil, ao mesmo tempo que introduz flores no leque das suas "naturezas-mortas", que pinta uma carta de baralho e substitui os cortornos de violas pela representação truncada de um nu feminino. Substitui igualmente na colagem os papéis por objectos. Há vários pedaços de espelho, ganchos de cabelo e contas de colar incrustados na tela, tal como há uma placa de vidro pintada saliente no canto inferior esquerdo do quadro, onde Amadeo também insere um dos dois frascos de perfume associados à marca criada pelo industrial e político francês François Coty, marca que o pintor explicitamente indica. Na malha apertada dos planos que se intersectam no canto superior direito é possível descortinar ainda o perfil e a mão de um homem a fumar.

## Apreciação
Na nota resumida da página web da Fundação Gulbenkian sobre a obra refere-se que não obstante em Coty não pretender o Artista o efeito ilusionista de representação, a obra não pode também ser reduzida a uma sequência narrativa linear, explorando referências concretas e tendo a possibilidade de contar histórias. Tal não invalida o valor essencialmente decorativo deste quadro.
Partindo das possibilidades abertas pelo cubismo, em Coty, Amadeo explora os limites da própria pintura: pela diversificação de texturas, pela sobreposição de planos e, sobretudo, pela introdução das colagens – fragmentos palpáveis do ambiente de referência que equacionam a pintura enquanto modo de representação. Desde logo, em Coty Amadeu pensa e (des)constrói a pintura. Sem dúvida, por isso, é frequentemente apresentada como uma das obras mais importantes da produção final de Amadeo.

## Galeria
Galeria de obras referidas no texto:

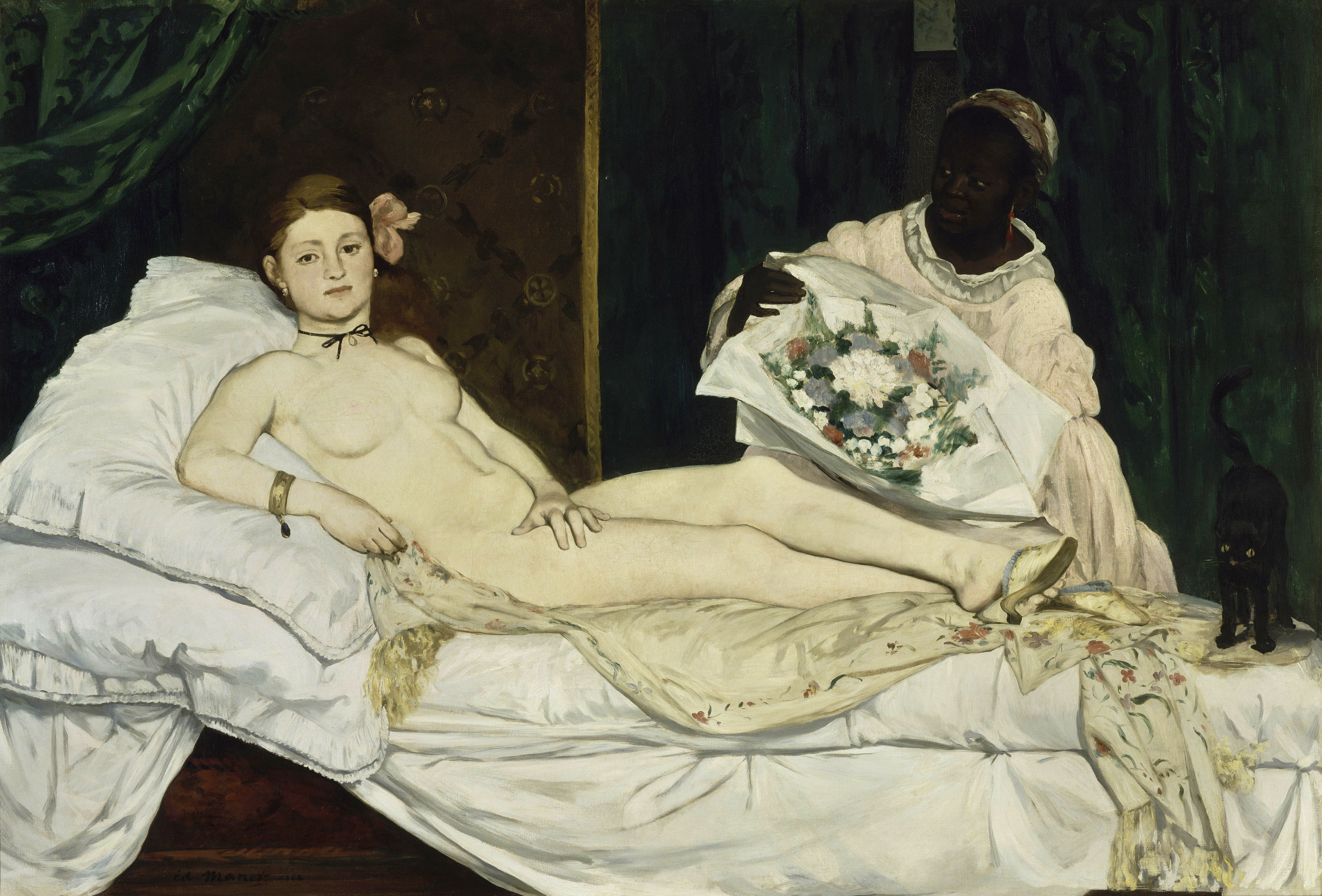
Olympia (1863), Édouard Manet, no Museu d'Orsay de Paris
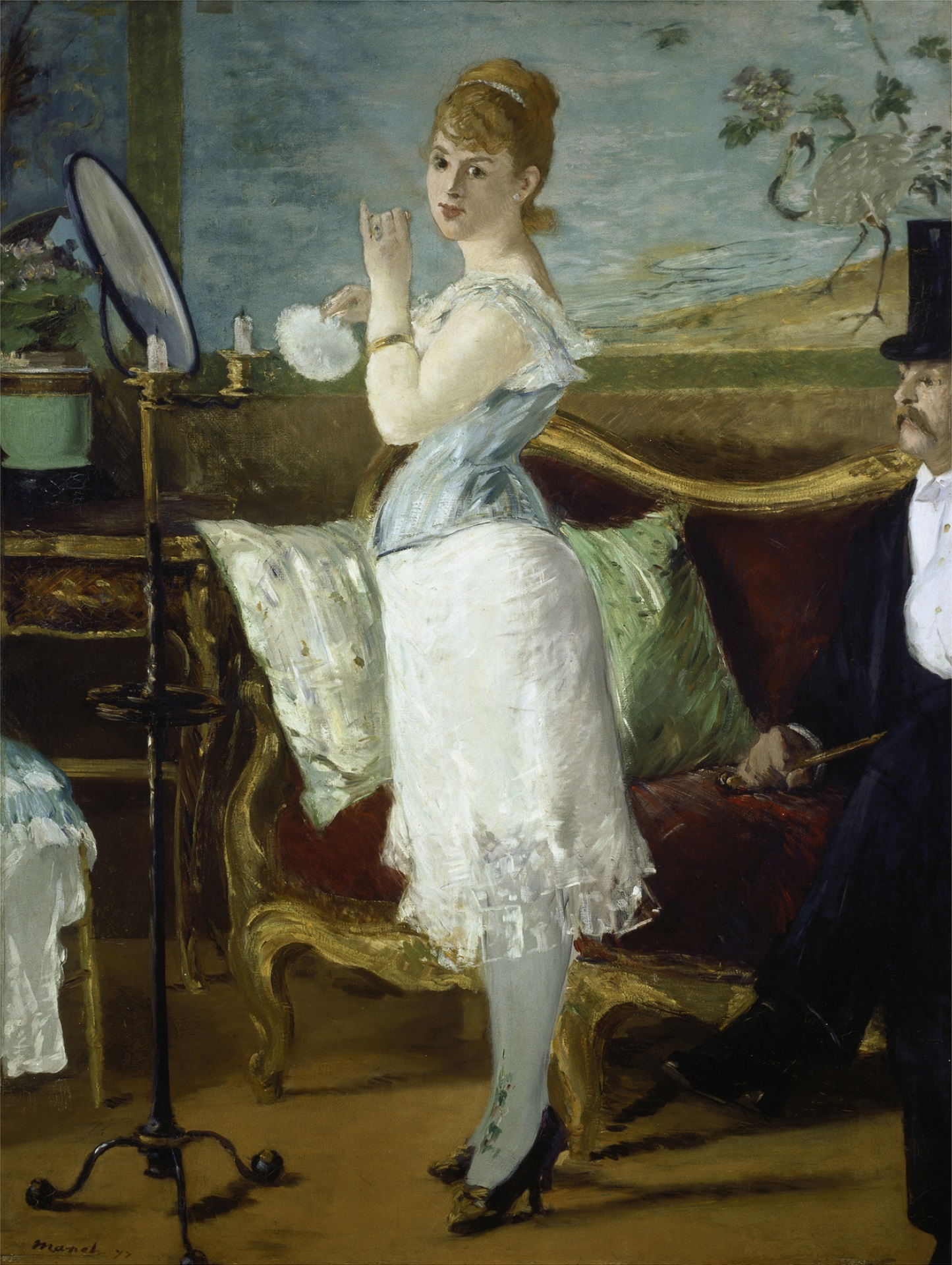
Nana (1877), Édouard Manet, no Museu de Arte de Hamburgo
Les Demoiselles d'Avignon (1907), Pablo Picasso, no Museu de Arte Moderna (Nova Iorque)